# Xã Morse Bluff, Quận Saunders, Nebraska
Xã Morse Bluff (tiếng Anh: Morse Bluff Township) là một xã thuộc quận Saunders, tiểu bang Nebraska, Hoa Kỳ. Năm 2010, dân số của xã này là 381 người.